# Wilhelm Heerwagen
Wilhelm Heerwagen (* 5. November 1826 in Blankenburg; † 26. September 1875 in Klosterhäseler) war ein deutscher Orgelbauer. Er gründete die Orgelbaufirma Heerwagen, die bis 1935 bestand.

## Leben

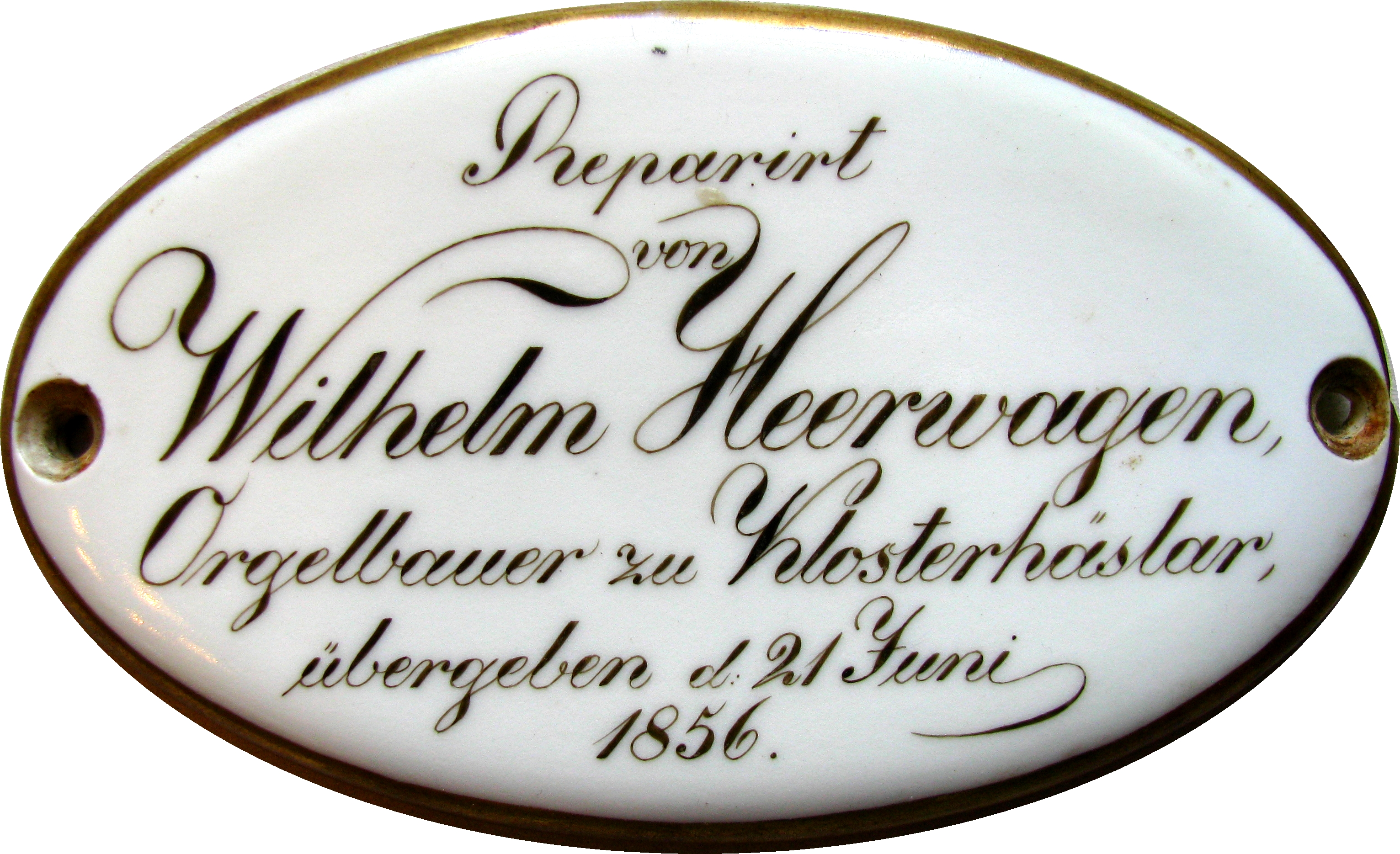
Heerwagenausstellung Klosterhäseler: Firmenschild von Wilhelm Heerwagen, 1856

Friedrich Wilhelm Heerwagen, Sohn des Tischlermeisters Johann Friedrich Heerwagen aus dem heutigen Bad Blankenburg in Thüringen, absolvierte seine Ausbildung in der Werkstatt von Johann Friedrich Schulze in Paulinzella. Am 29. September 1854 heiratete er in Klosterhäseler Karoline Henriette Keller, die Tochter des Schirrmeisters Paul Keller. 1855 machte er sich selbstständig und eröffnete in Klosterhäseler seine erste Werkstatt im Nebengebäude des Gehöftes Nr. 54. Er beschäftigte neben einem Tischler- und einem Zinngießergesellen anfangs auch seinen jüngeren Bruder Carl Friedrich August Heerwagen (* 13. Dezember 1829; † 29. März 1882), der sich später ebenfalls, jedoch ohne wirtschaftlichen Erfolg, selbständig machte. Bei der Arbeit ging ihm seine Frau zur Hand, was in diesem Handwerk im 19. Jahrhundert äußerst ungewöhnlich war. Ihre Mitarbeit beweist eine Inschrift in der Poppe-Orgel von 1818 in Gößnitz, jetzt Gemeinde An der Poststraße. Hier hatte er mit ihr Wartungs- und Stimmarbeiten ausgeführt.

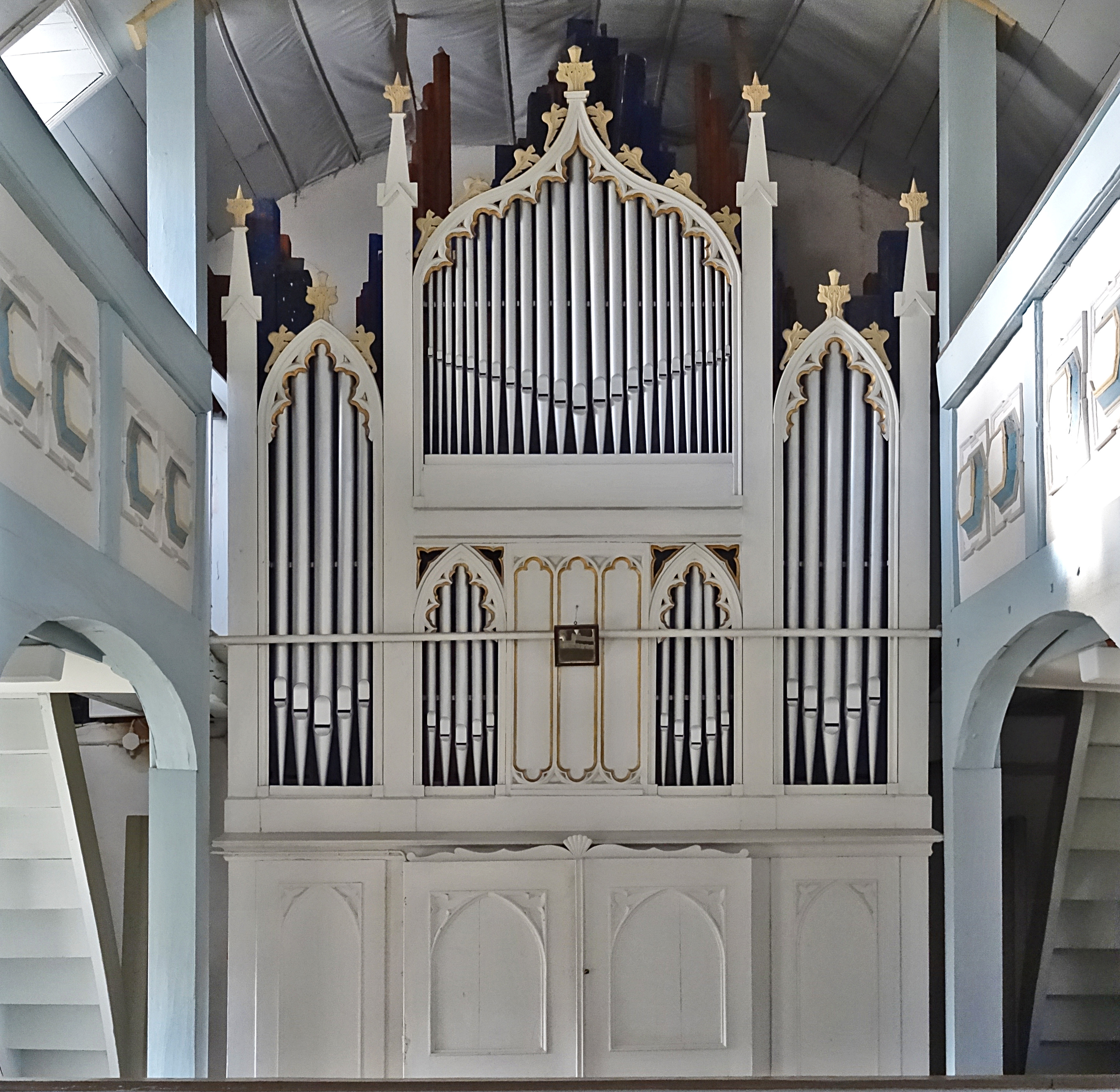
Orgel in der Dorfkirche Stiebritz

Das Ehepaar bewohnte ein kleines Haus mit der Nr. 53 in Nachbarschaft der Werkstatt. Aus der Ehe gingen drei Kinder hervor, Henriette Wilhelmine Rosalie (* 3. März 1855 in Klosterhäseler; 25. Juni 1913 in Gotha), Carl Friedrich Wilhelm, der als Kleinkind starb und am 5. Dezember 1857 Sohn Friedrich Wilhelm Emil Heerwagen als späterer Erbe des Geschäftes. Karoline Henriette Heerwagen starb 27-jährig 1859 im Kindbett. Die zweite Ehe mit Friederike Ernestine Kleine, die Heerwagen 1860 heiratete, blieb kinderlos. Sie stammte wie seine erste Frau aus Klosterhäseler.
Mit seinen Mitarbeitern führte Heerwagen Neubauten, Umbauten und Reparaturen aus. Auch die Orgel in Klosterhäseler stammt aus seiner Werkstatt. Sie wurde 1871 von August und Emilie von Haeseler als Einlösung eines Gelübdes für die gesunde Rückkehr ihrer Söhne aus dem Krieg gegen Frankreich gestiftet.
Sein Geschäft erlebte Höhen und Tiefen. Einen wirtschaftlichen Tiefpunkt muss es 1874 gegeben haben. Als seine Werkstatt 1874 den Orgelneubau für die Kirche in Rothenberga ausführte, übernahm er auch Abriss-, Zimmerer-, Maurer- und Malerarbeiten im Kirchengebäude. Im Jahr darauf starb er plötzlich im Alter von 48 Jahren am 26. September 1875.  Sein Sohn Emil war erst 18 Jahre alt, in dieser Zeit also nicht einmal volljährig. Er führte die Werkstatt weiter, wobei ihm bei Orgelabnahmen bis zur Volljährigkeit ein Orgelbaumeister als Vormund zur Seite stehen musste.